# Bibliothèque Maughan
La bibliothèque Maughan est la principale bibliothèque de recherche du King's College de Londres. Elle est rattachée au Campus Strand. Bâtiment néo-gothique du XIXe siècle situé sur Chancery Lane, à Londres, il abritait autrefois le siège du Public Record Office, connu sous le nom de "coffre-fort de l'Empire " et a été acquis par l'université en 2001. Après une réhabilitation de 35 millions de livres opérée par Gaunt Francis Architects, la bibliothèque Maughan est la plus grande bibliothèque universitaire rénovée au Royaume-Uni depuis la Seconde Guerre mondiale. 
Conçu par Sir James Pennethorne et construit en 1851, avec des extensions supplémentaires réalisées entre 1868 et 1900, il s'agit d'un bâtiment classé Grade II *. À l’intérieur de la bibliothèque se trouvent une salle de lecture dodécagonale, inspirée de celle du British Museum, et une ancienne chapelle médiévale, devenue un espace d’exposition présentant les collections spéciales de la bibliothèque. La bibliothèque a été nommée en l'honneur de Sir Deryck Maughan, un ancien de l'université. 

## Histoire

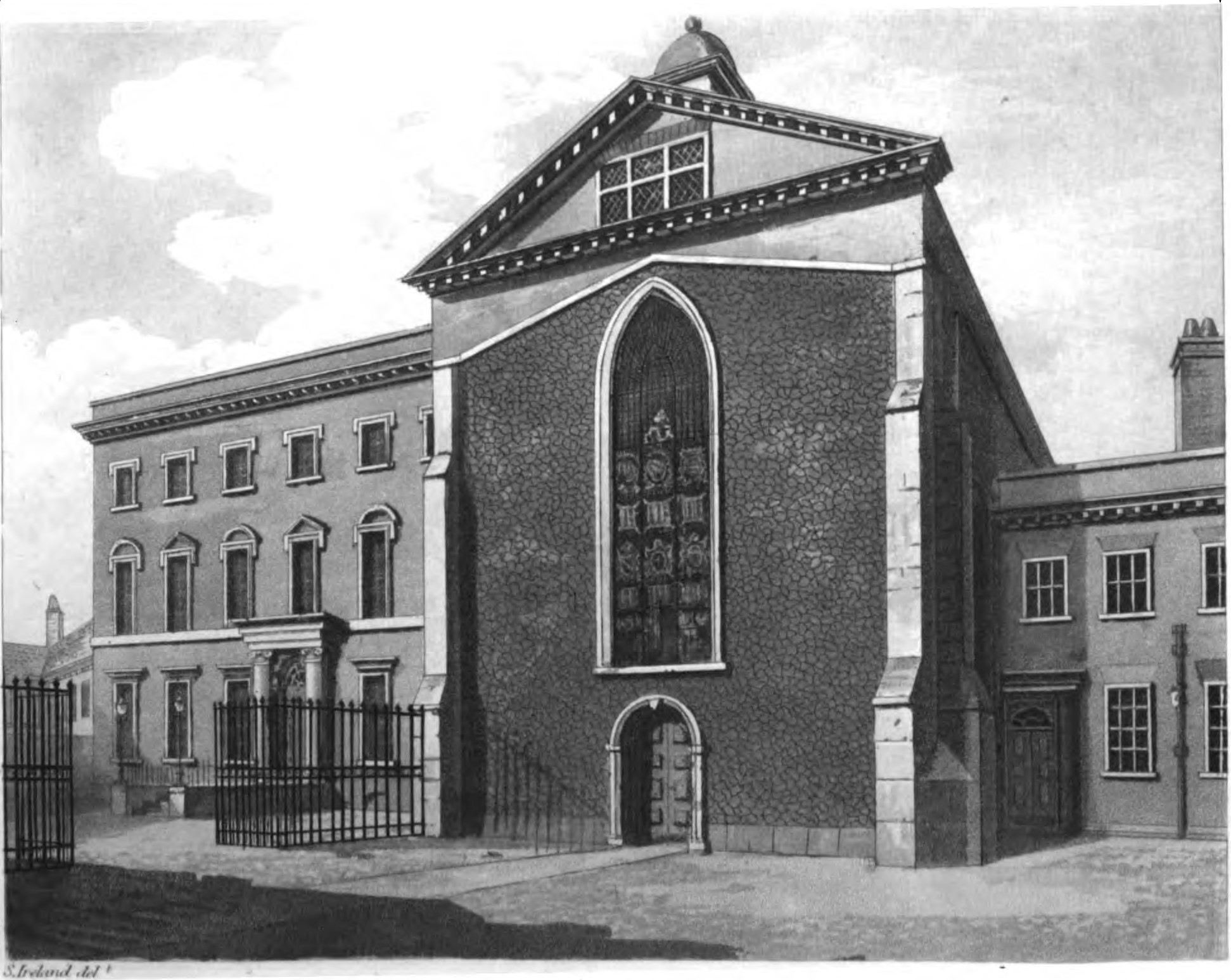
Rolls Chapel et Rolls House en 1800. La chapelle a été reconstruite en 1617 par Inigo Jones, dont les vestiges font partie de l'actuelle salle Weston, la section la plus ancienne de la bibliothèque de Maughan.

### Histoire ancienne
La bibliothèque que nous connaissons aujourd'hui a été construite en 1851, mais ses racines remontent au XIIIe siècle. 

#### Rolls Chapel

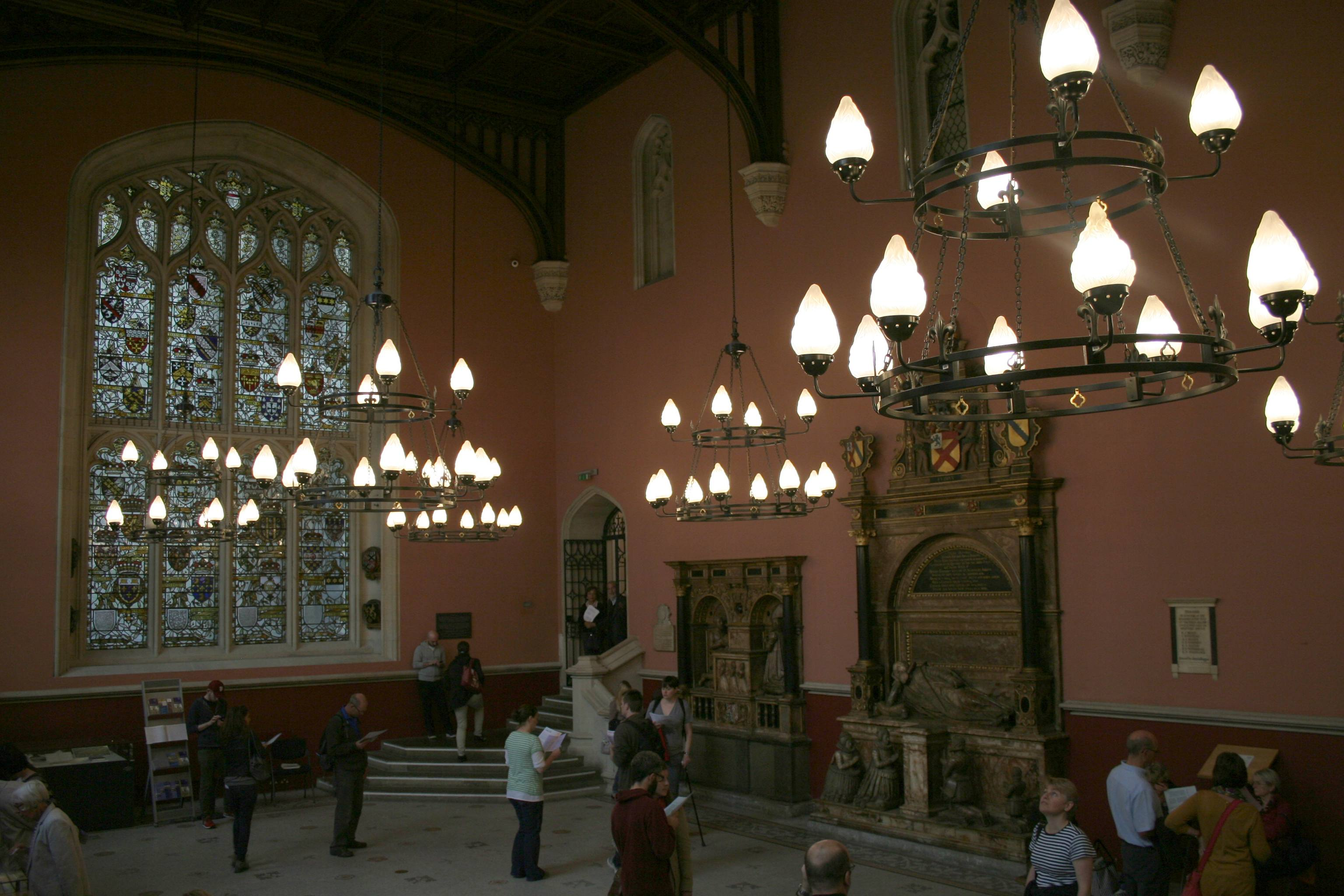
La salle Weston en 2013, qui fait partie de la chapelle des Rolls (origines remontant à environ 1232)

Le Maughan occupe le site de la Domus Conversorum (Maison des Convertis ou L'Auberge du converti en normand), connue plus tard sous le nom de "Chapelle du maître des rôles". La Maison des Convertis fut fondée par Henri III en 1232 afin de fournir une résidence et une chapelle aux Juifs convertis au christianisme. La chapelle qui y était rattachée commença l'année suivante,,. 
En 1278, dans une lettre remise au roi par Jean le Converti, les convertis se font appeler Pauperes Cœlicolæ Christi. Pendant le règne de Richard II, certains convertis recevaient, à vie, un salaire de deux pence; et sous le règne de Henri IV, par autorisation spéciale, les gardiens de la Chambre donnèrent un sou à vie à la fille d'un rabbin.  
À la suite de l'expulsion des Juifs d'Angleterre par Edouard Ier en 1290 dans l'édit d'expulsion, le bureau du maître des rôles devint gardien et la chapelle devint connue sous le nom de chapelle du maître des rôles. En 1377, Edouard III fit éclater l'hospice juif, annexant par conséquent la maison ainsi que la chapelle au bureau nouvellement créé de Custos Rotulorum, ou gardien des rôles. Le bureau sert à stocker les rôles et les dossiers de la Cour de chancellerie. 
La chapelle fut reconstruite en 1617 par Inigo Jones au prix de 2 000 £ et le poète et prêtre John Donne prêcha pendant la consécration,,. Le Dr John Yonge (d.1516), maître des rôles à l’époque de Henri VIII est enseveli dans la chapelle précédente. Le monument a été sculpté par Pietro Torrigiano, dit le contemporain de Michaelangelo, qui a également sculpté la tombe de Henri VII exposée dans l'abbaye de Westminster.  L'effigie du Maître est vêtue d'une robe rouge et coiffée d'un bonnet carré, les mains croisées. Un autre monument à observer est celui d'Edward Bruce, 1st Lord Kinloss (d.1611).  Il est allongé, vêtu d'une longue robe de fourrure puis son effigie s'agenouille en laissant place à un homme en armure. 
La chapelle a été reconstruite à nouveau en 1734 et modifiée en 1784,. Les archives ont été déplacées en 1856 et la chapelle démolie en 1895. Le seul vestige de la chapelle est une arche montée sur l'élévation du jardin de l'aile de la rue de la chancellerie, trois monuments funéraires, des vitraux et un sol en mosaïque. 

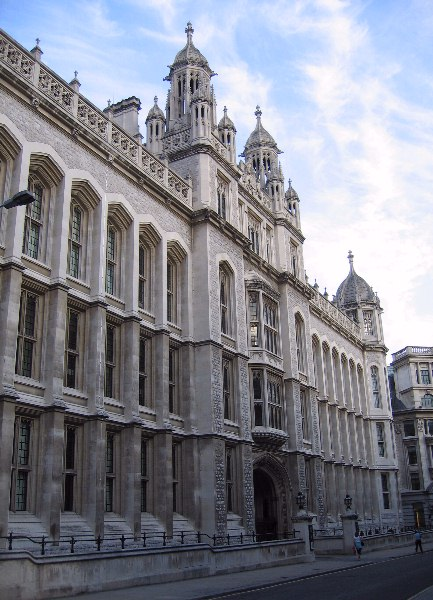
Le bâtiment actuel de la bibliothèque de Maughan, conçu par Sir James Pennethorne, a été reconstruit de 1851 à 1890

#### Rolls House
Rolls House était la résidence officielle du maître des archives, qui resta en possession du bureau jusqu'en 1837, date à laquelle celui-ci fut remis à la Couronne. 

### Public Record Office

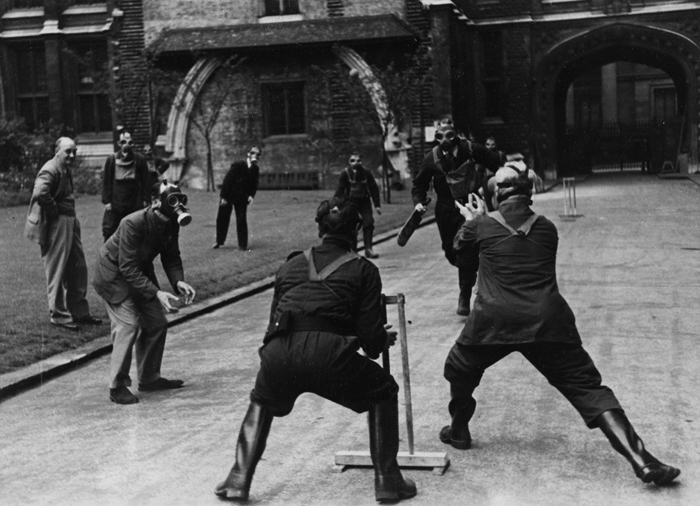
Le personnel du Record Office joue au cricket devant les bureaux de Chancery Lane pendant le Blitz

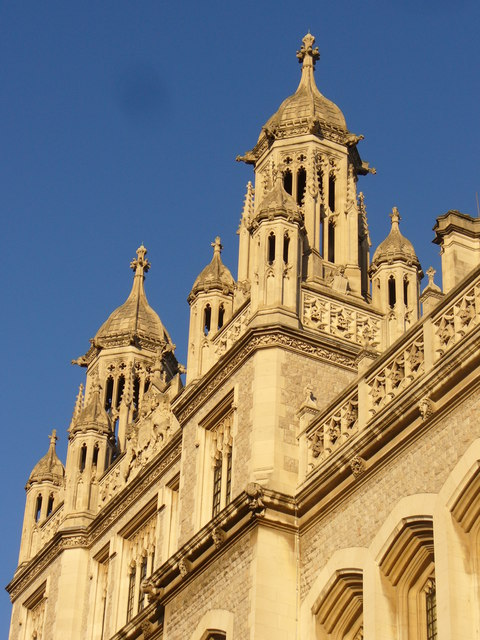
Des tours d'aspect ivoire entourant le bâtiment de la bibliothèque, ici vues de Chancery Lane, radieuses pendant le coucher du soleil

En 1838, le Public Record Office Act fut adopté pour "conserver en toute sécurité les archives publiques". La construction de la partie la plus ancienne du bâtiment que l’on voit aujourd’hui, l’aile centrale, a commencé en 1851. En tant que recueil d'archives, il est considéré comme le premier bâtiment ignifuge construit à cet effet en Angleterre,. Afin de minimiser les risques d’incendie, les magasins ont été conçus comme des cellules fermées compartimentées et le bâtiment n’était pas chauffé. L'une des cellules où étaient stockés les documents reste dans son état d'origine, y compris ses bibliothèques et ses étagères en ardoise ignifugée. Deux salles de recherche ont été ajoutées en 1863 et une tour de l’horloge a été construite en 1865. En 1869–1871, le bâtiment fut agrandi le long de Fetter Lane et, dans les années 1890, deux ailes supplémentaires conçues par Sir John Taylor furent ajoutées. À cette époque, les murs médiévaux de la chapelle se sont avérés peu solides et ont dû être reconstruits. En 1902, la chapelle devint un musée du Public Record Office. En 1997, tous les documents ont été transférés sur un nouveau site à Kew ou au Family Records Center à Islington . 

### Bibliothèque de l'Université

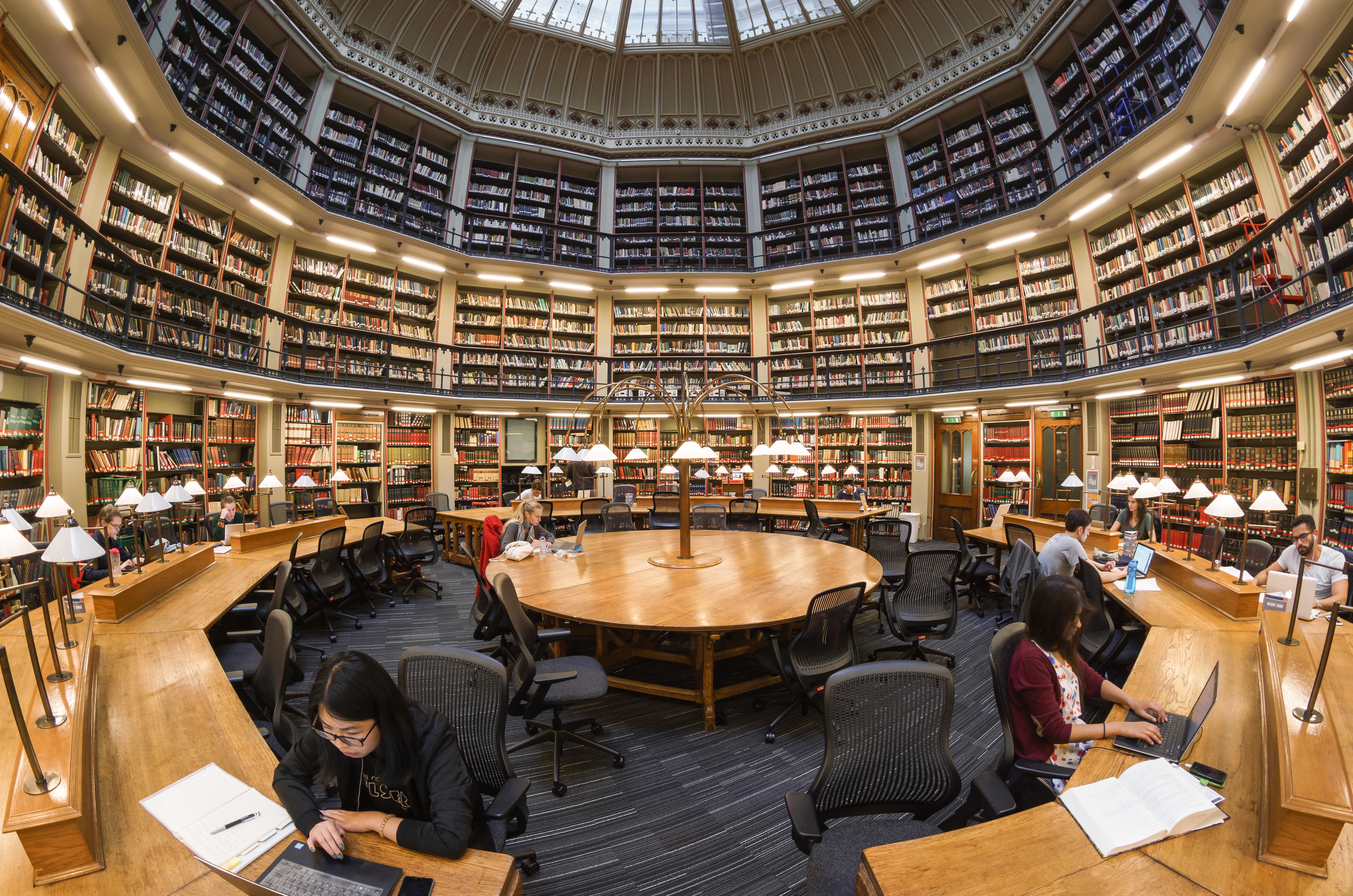
La salle de lecture ronde en forme de dôme

En 2001, le King's College de Londres a acquis le bâtiment du Crown Estate et a nommé une équipe de conception dirigée par Gaunt Francis Architects pour superviser les travaux de rénovation. La rénovation a duré deux ans et a coûté 35 millions de livres. Au cours des travaux, deux plafonds peints zinc, rares, des années 1860 (l'un faisant partie du plafond de la salle de lecture ronde et l'autre situé au-dessus de l'entrée du hall) et un étage pavage de 1901 ont été découverts.  L'ancien président de RIBA, Maxwell Hutchinson, a commenté le projet: "Je dois dire que c'est l'un des meilleurs mariages entre un ancien bâtiment important et un nouvel usage que j'ai rencontré depuis très longtemps." La reine Elizabeth II a ouvert la bibliothèque en novembre 2002 et le projet a reçu le City Heritage Award 2003.  La bibliothèque porte le nom de Sir Deryck Maughan, un ancien de King's, qui, avec Lady Maughan, a fait un don de 4 millions de livres sterling à la nouvelle bibliothèque universitaire. Il s'agit de la plus grande nouvelle bibliothèque universitaire en Grande-Bretagne depuis la Seconde Guerre mondiale,,. 
La partie restante de la chapelle s'appelle la salle Weston, à la suite d'un don de la Fondation Garfield Weston, et est utilisée comme espace d'exposition pour la bibliothèque des collections spéciales Foyle. La salle Weston intègre de nombreuses caractéristiques de l'ancienne chapelle Rolls, notamment des vitraux, un sol en mosaïque et trois monuments funéraires des XVIe et XVIIe siècles. L'une est une figurine en terre cuite de la Renaissance de Pietro Torrigiano de John Yonge (décédé en 1516), maître des rouleaux et doyen de York, décrite comme "le plus ancien monument de la Renaissance en Angleterre". Les roses Tudor et une lunette d'anges trouvés au dos du sarcophage ressemblent à celles du monument d'Henri VII, également de Torrigiano, situé dans l'abbaye de Westminster. Une autre est de Richard Allington (mort en 1561) et est probablement l'œuvre de l'un des membres de la famille Curl, maîtres maçons flamands de la Couronne. Un troisième est de Lord Bruce of Kinloss (mort en 1616), maître des rôles. Il le représente avec sa fille, mariée au futur comte de Devonshire, à la Rolls Chapel, et son fils, qui sera créé comte d'Elgin. Les vitraux affichent les armoiries de l'ancien maître des rôles, dont celles de Henry Prince de Galles, Sir Thomas Egerton, Sir Robert Cecil et Sir Edward Phelips, et datent de 1611  Les vitraux des armoiries de George IV datant de 1823 ont été placés à l'origine dans la fenêtre est de la chapelle et ont été redécouverts lors des travaux de restauration en 2002. Leur restauration a été financée par The Crown Estate pour marquer l'ouverture de la bibliothèque. 
Le bâtiment compte 1 250 places de lectures mises en réseau dans divers environnements, dont des salles d’études individuelles et des salles d’étude en groupe,. 

## Collections
La bibliothèque Maughan contient plus de 750 000 articles, notamment des livres, des revues, des CD, des disques, des DVD, des thèses et des épreuves d'examen. Ces articles proviennent de quatre des facultés du King's College : celle des arts et les sciences humaines, du droit, des sciences naturelles et mathématiques et des sciences sociales et politiques publiques. Fait également partie de la collection la bibliothèque Tony Arnold du Chartered Institute of Taxation et la collection du Collège de Sion postérieure à 1850. La bibliothèque possède également plus de 150 000 disques 78 tours donnés par la BBC en 2001 et couvrant un large éventail de genres. En plus du catalogue principal, la bibliothèque possède des collections spéciales et des archives contenant environ 5 millions de documents au total. 

### Foyle Special Collections Library
La bibliothèque abrite également la bibliothèque des collections spéciales Foyle, nommée en l'honneur d'une subvention de la Fondation Foyle, qui contient environ 170 000 œuvres imprimées, ainsi que des cartes, des diapositives, des enregistrements sonores et des manuscrits,,. Parmi les manuscrits, on trouve la collection de musique britannique Carnegie, une collection de manuscrits originaux, signés pour la plupart par des compositeurs renommés, dont la publication a été financée par le philanthrope Andrew Carnegie via le Carnegie UK Trust. La collection contient également plusieurs volumes d’incunables (œuvres imprimées avant 1501). Les collections vont du quinzième siècle à nos jours. En 2007, la bibliothèque a acquis les collections historiques du British Foreign Office and Commonwealth Office, qui comprend la déclaration de guerre de la Grande-Bretagne de 1812 aux États-Unis, et contient plus de 60 000 articles. Les collections comprennent:  
- Collection HG Adler
- Collection Jeremy Adler
- Collection Box
- La collection Carnegie de musique britannique
- Collection Cohn
- Collection du Collège
- De Beer Collection
- Collection des sciences anciennes
- La collection historique du Foreign and Commonwealth Office
- Collection de la société physique de l'hôpital Guy
- Collection de l'Institut pour l'étude et le traitement de la délinquance
- Collection historique de l'école de médecine et de médecine dentaire du King's College

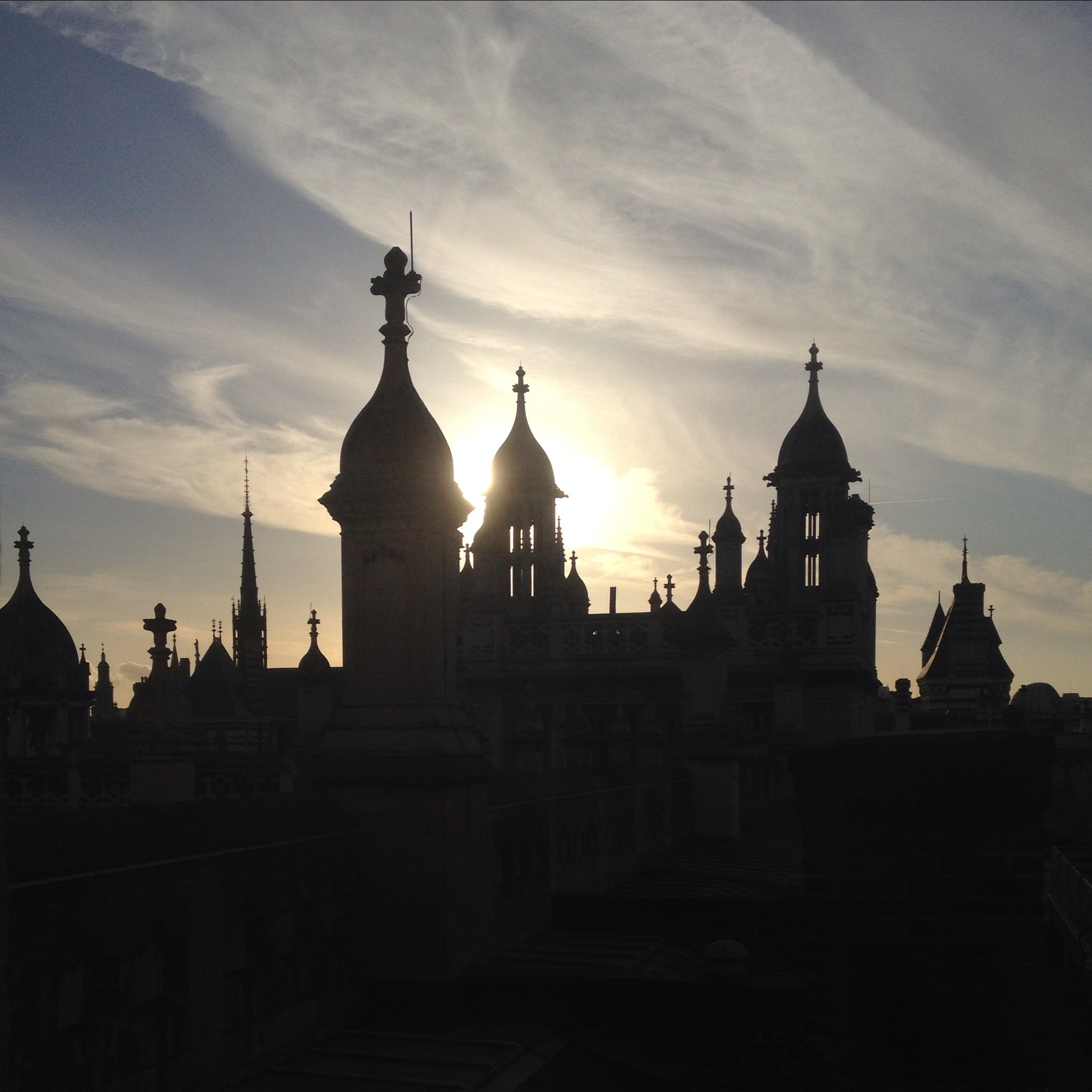
Vue de l'une des salles d'étude de troisième cycle à la tour de l'horloge au crépuscule.

- Collection Divers
- Collection arc-en-ciel
- Collection Reginald Ruggles Gates
- La collection Stebbing
- Collection historique de l'hôpital Saint-Thomas
- Collection Wheatstone

### Centre d'archives militaires Liddell Hart
Fondé en 1964, le Centre des archives militaires Liddell Hart (LHCMA) est l’un des principaux centres de recherche sur la politique de défense moderne au Royaume-Uni. Les collections ont une importance nationale et internationale et ont reçu le statut de désignation par le Conseil des musées, des bibliothèques et des archives en 2005. Le cœur de la collection comprend la correspondance privée de plus de 700 hauts gradés de l'armée britannique en poste depuis 1900. On peut également voir l'ancienne bibliothèque privée du capitaine Sir Basil Liddell Hart, qui a donné son nom au centre,. 

## Jardin

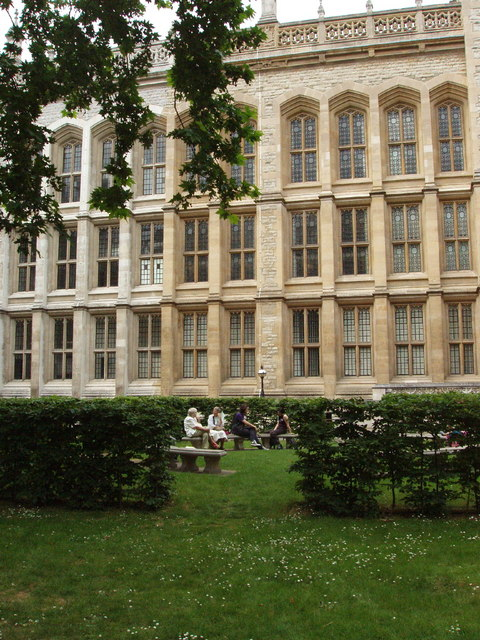
Une des 'salles vertes' du jardin de la bibliothèque

Le jardin en face de la bibliothèque appartenait à l'origine au Clifford's Inn et une partie du jardin a été acquise par le Public Record Office en 1912. À la suite de l'acquisition du site par le King's College, un nouveau jardin a été conçu. Celui-ci a été dessiné par George Carter et a remporté le London Spade Award de la Metropolitan Public Gardens Association en 2003. La conception est basée sur trois "espaces verts" conçus pour compléter les bâtiments d'archives originaux. L'accent est mis sur les nuances de vert plutôt que sur la couleur, avec l'utilisation du charme, de la chaux et de l'if . Le jardin a deux sculptures et une petite pièce d'eau. L'une des sculptures est de Dorothy Brook. Une statue en bronze de Confucius, située dans la "salle" centrale, a été offerte par l'académie Confucius en 2010 à l'occasion du lancement officiel de l'Institut Lau China. Une série de plaques en bas-relief des continents, faites par Walter Crane, ont été attachées sur un petit bâtiment en brique maintenant utilisé pour abriter les vélos. Celles-ci se trouvaient autrefois dans la maison de St Dunstan, située sur Fetter Lane, qui a été démolie en 1976  . Ainsi, le terrain où la maison était située a laissé place à la construction de nouveaux appartements résidentiels de luxe,. 

## Dans les œuvres de fiction
La salle de lecture dodécagonale est l’un des lieux consultés par Robert Langdon et Sophie Neveu dans les chapitres 92 et 95 du roman de Dan Brown, The Da Vinci Code. La bibliothèque a également été utilisée comme lieu de tournage pour les plans extérieurs de la tour de Londres dans le film de 2003, Johnny English. Une partie du clip vidéo de la chanson Twilight's Chapter Seven de l'album Still Fantasy du musicien taïwanais Jay Chou a été tournée au Maughan. L'utilisation de la salle de lecture ronde comme lieu de tournage pour le bureau de Dumbledore dans les films de Harry Potter a donné lieu à de très nombreuses discussions et rumeurs [réf. nécessaire]   Cependant, un article dans l'une des éditions de la lettre d'information de la King's Library confirme qu'il s'agit en fait d'un mythe, bien que la bibliothèque reçoive plusieurs demandes de tournage chaque mois. 

## Résidence
Le dernier étage de l'aile Chancery Lane du bâtiment de la bibliothèque abrite une résidence du principal du King's College London pendant son mandat. 